# Windows on the World
Pour les articles homonymes, voir Windows on the World (homonymie).
Le Windows on the World (de l'anglais signifiant littéralement « fenêtres sur le monde ») était un restaurant de luxe, situé au sommet de la tour nord du World Trade Center (106e et 107e étages), sur l'île de Manhattan à New York, sur laquelle il offrait une vue panoramique. Il a été détruit lors des attentats du 11 septembre 2001 contre ce gratte-ciel, au moment de l'effondrement de la tour à 10 h 28.

## Caractéristiques
D'une superficie de 4 600 m2, le restaurant Windows on the World a ouvert le 19 avril 1976 aux 106e et 107e étages de la tour nord du World Trade Center, soit à près de 400 mètres de haut.
Conçu initialement par Warren Plattner, il était situé sur le côté nord, offrant à la clientèle une vue sur la ligne d'horizon de Manhattan. Le code vestimentaire obligatoire pour les hommes était la veste ; il était strictement appliqué, et pour anecdote, un homme qui arrivait avec une réservation, mais sans veste, était assis au bar.
Le bar s'étendait le long du côté sud de la tour, ainsi qu'au coin de la partie est. Le code vestimentaire du bar était plus détendu et les prix étaient allégés. Le moment le plus populaire était le mercredi lorsque se tenait le Happy Hour Wednesday, quand les consommations étaient gratuites.
On pouvait profiter de la vue sur la pointe sud de Manhattan, où l'Hudson et l'East Rivers se rencontrent. En outre, on pouvait voir le Liberty State Park à Ellis Island et Staten Island, avec le pont Verrazano.
Le restaurant a fermé à la suite de l'attaque à la voiture piégée perpétrée le 26 février 1993 contre les Twin Towers dans laquelle un employé du restaurant a été tué. Il a rouvert en 1996 après une rénovation ayant coûté 25 millions de dollars.
Avec 37,5 millions de dollars de bénéfices pour l'année 2000, le Windows on the World était le restaurant dont l'exploitation rapportait le plus d'argent aux États-Unis.

## Attentats du 11 septembre 2001

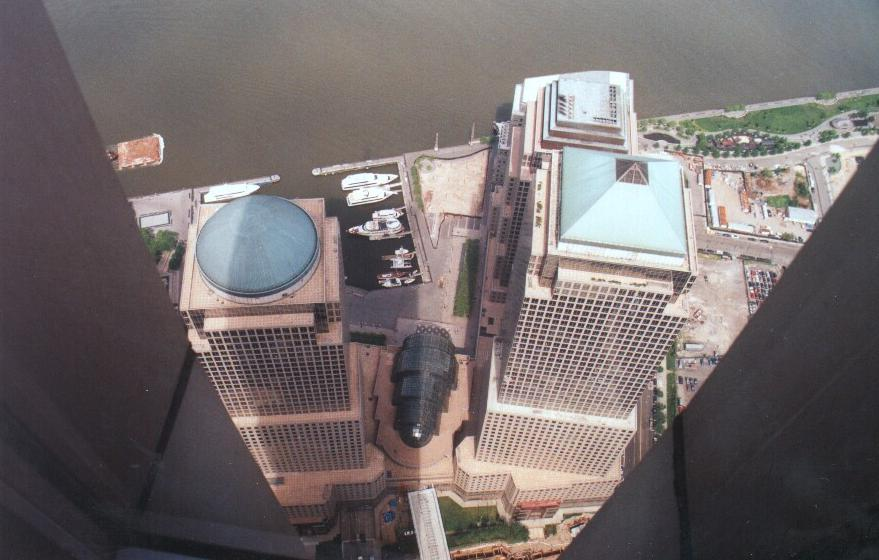
Vue sur le World Financial Center depuis le restaurant.

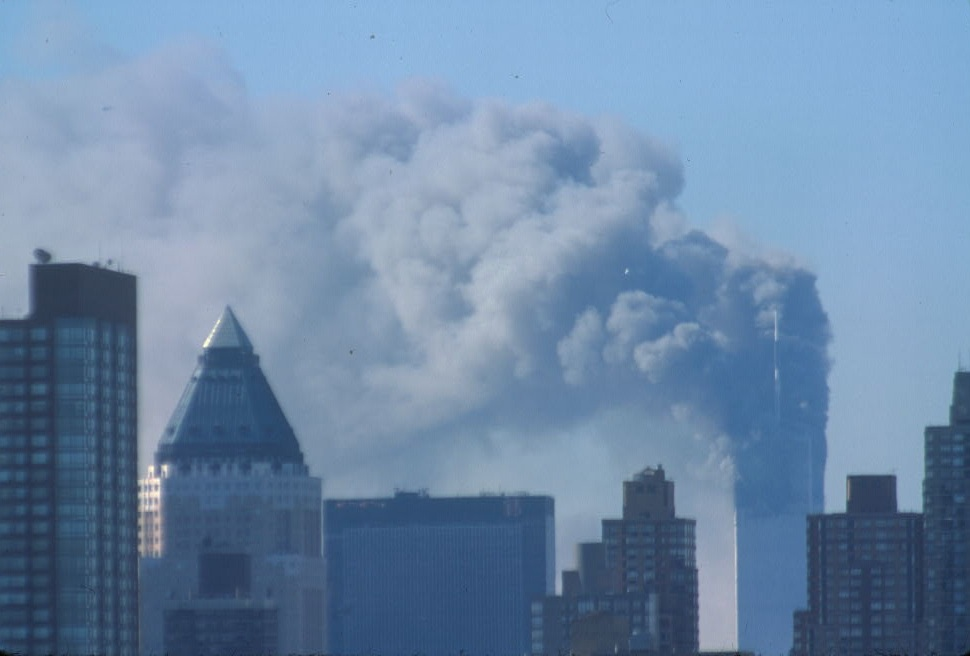
Le Windows on the World, piégé par les flammes et la fumée, peu avant l'effondrement de la tour nord du World Trade Center, le 11 septembre 2001.

Le Windows on the World a été détruit lors des attentats du 11 septembre 2001 contre le World Trade Center, au moment de l'effondrement de la tour nord, à 10 h 28, 2 heures après avoir été percutée par l'avion du vol 11 d'American Airlines.
Au moment de l'impact de l'avion, à 8 h 46, le restaurant accueillait le Waters Financial Technology Congress, une conférence du Risk Waters Group, avec 16 employés présents, ainsi que leurs 71 invités et une dizaine d'autres clients, en plus des 73 employés du restaurant travaillant à ce moment-là. Parmi ces derniers, la manager Christine Anne Olender appela à différentes reprises la police du port autonome pour demander du secours ; après 9 h 40, les appels de détresse depuis le restaurant cessèrent.
Le restaurant se trouvant au-dessus de la zone d'impact, les personnes présentes au Windows on the World n'ont donc eu aucune chance de sortir du bâtiment, les escaliers ne permettant plus de descendre en dessous de la zone d'impact ; l'accès au toit était par ailleurs bloqué et aucun véhicule de secours ne s'y est posé. Ces personnes ont alors trouvé la mort soit en inhalant les fumées provoquées par l'incendie, soit en se défenestrant, les derniers survivants trouvant la mort lors de l'effondrement de la tour.
La personne se trouvant sur la célèbre photographie de l'homme en chute libre (The Falling Man) pourrait être un employé du restaurant du nom de Jonathan Briley, mais rien ne permet d'établir son identité avec certitude.
Michael Nestor, Liz Thompson, Richard Tierney et Geoffrey Wharton sont les dernières personnes à avoir quitté le restaurant avant l'impact du vol AA 11, à 8 h 46. De plus, Larry Silverstein, propriétaire du bail du World Trade Center, avait pour habitude de prendre son petit déjeuner au Windows on the World mais ne fut pas présent ce jour-là, sa femme insistant pour qu'il se rende à un rendez-vous chez son dermatologue.

## Postérité
Le 4 janvier 2006, les survivants du personnel du Windows on the World ont ouvert, en hommage à leurs collègues disparus, un restaurant coopératif du nom de « Colors », toujours à New York, dont le menu se veut représentatif de la diversité des membres de l'ancienne équipe. Il est aujourd'hui fermé.
Un projet de réouverture du Windows on the World dans les derniers étages du nouveau One World Trade Center était prévu une fois la tour achevée ; le restaurant devait couvrir deux étages de l'immeuble avant d'être limité à un seul niveau. Finalement, le projet est annulé le 7 mars 2011, en raison notamment d'un problème de financement.
L'homme de lettres Frédéric Beigbeder a publié en 2003 un roman intitulé "Windows on the World" inspiré des dernières heures des clients du restaurant le 11 septembre et du film "La vie est belle" de Roberto Benigni.